# 奈迈阿
奈迈阿（希臘語：Νεμέα）是希腊伯罗奔尼撒大区科林西亚专区的市镇，行政中心为奈迈阿镇。市镇面积为204.7平方公里，2021年人口数量为5,713人。